# Lech Emfazy Stefański
Lech Emfazy Stefański ps. Emfazy (ur. 2 lipca 1928 w Warszawie, zm. 21 grudnia 2010 w Załubicach) – polski pisarz, publicysta, tłumacz literatury pięknej, autor i współautor książek z dziedziny parapsychologii i zjawisk paranormalnych. Aktor, reżyser i scenograf. Powstaniec warszawski, fascynat znawisk paranormalnych, współzałożyciel i główny ofiarnik Rodzimego Kościoła Polskiego.

## Życiorys
W czasie trwania II wojny światowej ukończył zawodową szkołę chemiczną. Brał udział w powstaniu warszawskim, w ramach Armii Krajowej, kiedy to jego pseudonim konspiracyjny Emfazy stał się również pseudonimem artystycznym.
Po wojnie w roku 1967 ukończył studia reżyserii  w Państwowej Wyższej Szkole Teatralnej w Warszawie. Pracował następnie w teatrze: wraz z Mironem Białoszewskim współtworzył w latach 1954-1955 awangardowy „Teatr na Tarczyńskiej”, w tygodniku „Po prostu”, pisał książki, artykuły, scenariusze, był reżyserem widowisk i spektakli, a także tłumaczył poezje i prozę. W latach 1980 zajmował się psychotroniką, którą sprowadził do Polski z jej międzynarodowych kongresów (głównie z Czech), będąc współtwórcą, działaczem i prezesem Polskiego Towarzystwa Psychotronicznego. Po odejściu z niego założył Warsztaty Psychotroniczne ATHANOR. Był także wtedy tajnym współpracownikiem Służby Bezpieczeństwa.
Współzałożyciel i główny ofiarnik zarejestrowanego w 1995 roku w rejestrze kościołów i innych związków wyznaniowych związku wyznaniowego – Rodzimego Kościoła Polskiego. Opracował podstawowe założenia programowe oraz liturgie związku, znowelizowane i rozszerzone następnie w 2013 roku w głównej mierze przez Ratomira Wilkowskiego pod nadzorem merytorycznym Kazimierza Mazura, do roku 2008, kiedy to zrezygnował z funkcji ofiarnika generalnego ze względu na wiek. 
Został pochowany 28 grudnia 2010 roku na Cmentarzu Ewangelicko-Augsburskim w Warszawie na Woli przy ul. Młynarskiej.

## Książki i publikacje
- Alchemicy, Nasza Księgarnia 1955.
- Biały pył, Nasza Księgarnia 1956.
- Od magii do psychotroniki. Czyli Ars magica, współautor Michał Komar, Wiedza Współczesna 1980, wersja z 1996.
- Świat widziany trzecim okiem, „Trzecie Oko” Nr 3/1984, s. 31-32, Polskie Towarzystwo Psychotroniczne Warszawa.
- Intersubiektywne kryterium estetyczne w magii i sztuce, „Trzecie Oko” Nr 4/1984, s. 1-5, Polskie Towarzystwo Psychotroniczne Warszawa.
- Budzenie i rozwijanie zdolności parapsychicznych metodą DU, „Trzecie Oko” Nr 10/1986, s. 1-5, Polskie Towarzystwo Psychotroniczne Warszawa.
- Doznawanie Otwarcia Wrót - materiały szkoleniowe do użytku wewnętrznego, opracowanie na podstawie przekładów Jerzego Rajgrodzkiego, Polskie Towarzystwo Psychotroniczne, Warszawa 1986.
- Zastosowania praktyczne i metody zespołowego jasnowidzenia w warszawskiej grupie wizjonerów w Psychotronika 87. Materiały na IV Ogólnopolską Konferencję Polskiego Towarzystwa Psychotronicznego, s. 185-190, Polskie Towarzystwo Psychotroniczne, Warszawa 1987.
- Postrzeganie pozazmysłowe, „Trzecie Oko” Nr 2/1987, s. 7-11, Polskie Towarzystwo Psychotroniczne Warszawa.
- Zakłócenia rozpoznania jasnowidczego, „Trzecie Oko” Nr 11/1987, s.30-32, Polskie Towarzystwo Psychotroniczne Warszawa.
- Tworzywo i struktura wiadomości nabytej parapsychicznie, „Trzecie Oko” Nr 12/1987, s.15-18, Polskie Towarzystwo Psychotroniczne Warszawa.
- Parapsychiczne rozpoznanie osoby zmarłej, „Trzecie Oko” Nr 2-3/1988, s.15-20, Polskie Towarzystwo Psychotroniczne Warszawa.
- Kurs doskonalenia umysłu. Podręcznik, Athanor, Warszawa 1991.
- Lewitujący z Oćmawy, Przedświt 1992.
- Prognostigon. Krąg magiczny z Pergamonu, Athanor, Warszawa 1993.
- Psychotronika (encyklopedia), współautorzy Leszek Matela i Jan Antoni Szymański, Wydawnictwo Czasopism i Książek Technicznych SIGMA NOT 1993.
- Wyrocznia Słowiańska, Athanor, Warszawa 1993.
- Podróże w mikrokosmosie, Athanor, Warszawa 1996.
- Magia run, Studio Astropsychologii, Warszawa 2001.
- Niebieski pies (b.r.w., b.m.w.).

## Filmografia
- 1971 – Ballada młyńskiego koła - reżyseria.
- 1976 – Barwy ochronne - jako docent.
- 1980 – Głosy - jako parapsycholog, także konsultacja ds. parapsychologii.
- 1984 – Siedem życzeń - jako hipnotyzer w telewizorze.
- 2005 - Parę osób, mały czas - jako on sam, także konsultacja ds. dermooptyki.